# Lionel Richie
Lionel Richie, rodným jménem Lionel Brockman Richie, Jr.  (* 20. června 1949, Tuskegee, Alabama, USA) je americký zpěvák, skladatel i herec. Byl frontmanem kapely Commodores. Má adoptovanou dceru Nicole Richie.

## Životopis
V roce 1984 získal dvě Grammy Award ocenění v kategorii The Album of the Year 1984 za album Can't Slow Down.
Společně s Michaelem Jacksonem zkomponoval píseň We Are the World, kterou nahrála superskupina USA for Africa, která chtěla pomoct Africe.
Jeho poslední hit je slow jam "Just Go" z alba Just Go z roku 2009.

## Diskografie

### Alba
- Lionel Richie (1982)
- Can't Slow Down (1983)
- Dancing on the Ceiling (1986)
- Louder Than Words (1996)
- Time (1998)
- Renaissance (2000)
- Just for You (2004)
- Coming Home (2006)
- Just Go (2009)

### Kompilace
- Back to Front (1992)
- Truly - The Love Songs (1997)
- Encore (album Lionela Richie) (2002)

### Singly
- Hello (1984)
- Time (1998)

## Filmografie
- Scott Joplin (1977) (s The Commodores)
- Thank God It's Friday (1978) (s The Commodores)
- Madonna: Truth or Dare (1991) (dokument)
- Żona Pastora (The Preacher's Wife 1996)
- Pariah (1998)